# Stazione di Alpedrete
La stazione di Alpedrete è una stazione ferroviaria che serve il comune di Alpedrete, sulla linea Villalba - Segovia.
La stazione dispone di servizi di media distanza e forma parte della linea C8 delle Cercanías di Madrid.
Si trova in camino de la Estación nel comune di Alpedrete.

## Storia
La stazione è stata inaugurata il 1º luglio 1888 con l'apertura del tratto Villalba - Segovia della linea Medina del Campo - Villalba.